# Buluc
Il buluc era l'equivalente di un plotone delle truppe coloniali italiane, ed era comandato da un bulucbasci, l'equivalente di un sergente o sergente maggiore a seconda dell'anzianità di servizio. Il nome deriva dal turco, dove però significa compagnia, ed in effetti l'organico poteva anche arrivare a quello di una mezza compagnia.